# Landour
Landour (o Landaur) è una suddivisione dell'India, classificata come cantonment board, di 3.250 abitanti, situata nel distretto di Dehradun, nello stato federato dell'Uttarakhand. In base al numero di abitanti la città rientra nella classe VI (meno di 5.000 persone).

## Geografia fisica
La città è situata a 30° 27' 28 N e 78° 08' 10 E.

## Società

### Evoluzione demografica
Al censimento del 2001 la popolazione di Landour assommava a 3.250 persone, delle quali 1.797 maschi e 1.453 femmine. I bambini di età inferiore o uguale ai sei anni assommavano a 276, dei quali 137 maschi e 139 femmine. Infine, coloro che erano in grado di saper almeno leggere e scrivere erano 2.541, dei quali 1.527 maschi e 1.014 femmine.